# Hori-san to Miyamura-kun
Hori-san to Miyamura-kun (堀さんと宮村くん lit. Hori y Miyamura?) es un webmanga shōnen japonés escrito e ilustrado por HERO. 
Ha sido publicado desde el 22 de octubre de 2008 por Square Enix en su revista Gangan Online, y la serie finalizó con un total de diez volúmenes tankōbon.
Fue adaptado a una serie de OVAs.
Horimiya (ホリミヤ lit. Horimiya?), un manga spin-off del webcómic, es ilustrada por Daisuke Hagiwara, y está siendo serializado desde el 27 de marzo de 2012, en la Gekkan GFantasy, también de Square Enix.
 Diez volúmenes tankōbon han sido publicados hasta la fecha. 
Además, el spin-off fue licenciado y hoy día está siendo publicado también en inglés, por Yen Press.
Una adaptación al anime producida por CloverWorks se estrenó el 9 de enero de 2021.

## Argumento
Kyouko Hori podría parecer una adolescente normal, pero es una persona completamente distinta después de clases.
En la ausencia de sus padres trabajadores, Hori ha sido como una madre para su pequeño hermano desde que ambos eran pequeños; entre cuidar a su hermano, cocinar para ambos y los quehaceres de la casa, ella no tiene mucho tiempo para tener la normal vida social de un adolescente.
Un día, conoce a alguien el cual tampoco muestra su verdadero ser en el instituto, un tranquilo y taciturno chico llamado Izumi Miyamura. 
Ella había asumido que Izumi era un ratón de biblioteca, y posiblemente un otaku, pero no podría haber estado más equivocada. 
Fuera del instituto, Izumi es un sujeto amigable con gran cantidad de perforaciones corporales y tatuajes, y no es muy bueno en lo académico. 
Ahora ambos tienen una persona a la cual le pueden mostrar ambos lados de sus vidas.

## Personajes
Izumi Miyamura (宮村 伊澄 Miyamura Izumi?)
Seiyū: Yoshitsugu Matsuoka (OVA) / Kōki Uchiyama (anime), Javier Olguín (español latino)
Raro, oscuro y aparentemente un otaku, Izumi tiene una personalidad gentil a pesar de sus nueve piercings. 
Descubre la personalidad doméstica de Kyouko una vez que llevaba a su hermano a casa. 
Él aceptó su existencia solitaria, pero luego de entender que a Kyouko no le importa su apariencia, lentamente gana valentía y hace amigos de algunos de sus compañeros de clase. 
A diferencia de su oscura imagen en el instituto, la apariencia de Izumi fuera del mismo podría fácilmente ganar popularidad con su linda cara, pero la esconde bajo sus lentes y deja crecer su cabello para esconder sus pírsines. 
Al principio frecuentaba la casa de Kyouko para estar tiempo con su hermano menor, pero pasar tiempo con ella le hizo apreciar su forma de ser la cual esconde de sus compañeros de clase.
Se hace querer por ella mostrándole el lado que poca gente conoce, desde su habilidad en pastelería, ya que su familia tiene una, como su temor por ser expulsado del instituto por llevar perforaciones corporales y tatuajes. 
Estaba bien con que sean amigos, pero su actitud honesta le permite decir a Kyouko las cosas que admira de ella. 
Ellos se hacen una pareja oficialmente después de que el padre de Kyouko, Kyousuke, le preguntó a ella si Izumi era su novio.
Kyouko Hori (堀 京子 Hori Kyōko?)
Seiyū: Asami Setō (OVA), / Haruka Tomatsu (anime) Georgina Sánchez (español latino)
Una chica brillante y muy popular en el colegio, Kyouko es una chica responsable en casa, que se asegura de que su hermano menor esté bajo cuidado y que se hagan los quehaceres. 
Esto la obliga a adoptar una apariencia diferente cuando está en casa, prefiriendo removerse el maquillaje y parecer doméstica para disfrazarse en el caso de que pase alguno de sus compañeros mientras hace mandados. 
Cuando una chance debido a un encuentro le permitió a su compañero, Izumi Miyamura, verla en su estado doméstico, temió que su secreto pueda ser revelado.
Afortunadamente, Izumi prefería mantener el secreto para sí mismo.
La forma en que él la admiraba y la actitud con la que éste protegía a ella y a su hermano, le hacen desarrollar sentimientos hacia Izumi.
Ella escuchó su confesión cuando tenía un resfriado y éste vino a cuidarla, y luego le dice que había escuchado todo lo que él había dicho.
Ellos se convierten oficialmente en una pareja cuando ella admite que Izumi es su novio cuando su padre le preguntó, con Izumi presente. 
Al empezar a salir con Izumi, ella desarrolla una personalidad más cómica, celándolo incluso con sus amigos y pidiéndole que sea más agresivo con ella.
Souta Hori (堀 創太 Hori Sōta?)
Seiyū: Yumiko Kobayashi (OVA), / Yuka Terasaki (anime) Sebastián García (español latino)
Souta es el hermano pequeño de Kyouko al cual no le gustan las zanahorias; luego de tropezarse y quedar sangrando por la nariz, Souta invitó a Izumi a su casa y constantemente le pregunta a su hermana para invitar a su nuevo amigo a venir otra vez.
Esto le da a Kyouko una excusa para salir con Izumi después de clases.
Yuki Yoshikawa (吉川 由紀 Yoshikawa Yuki?)
Seiyū: Kana Ueda (OVA), / Yurie Kozakai (anime) Marysol Lobo (español latino)
La mejor amiga de Kyouko, estaba interesada por Izumi cuando accidentalmente lo ve sin sus lentes y no lo reconoce. 
Cuando lo ve otra vez con Kyouko, esta intentó esconder su secreto diciéndole que Izumi era su primo. 
Cuando Yuki encuentra a Izumi en la casa de Kyouko, él se introduce como Konoha (木ノ葉?), por el nombre del manga que estaba leyendo.
Tooru Ishikawa (石川 透 Ishikawa Tōru?)
Seiyū: Yoshimasa Hosoya (OVA), / Seiichirō Yamashita (anime) Juan Carlos González (español latino)
A Tooru le gustaba Kyouko y se hizo amigo con Izumi cuando se dio cuenta de que estos estaban pasando cada vez más tiempo juntos.
Izumi lo ayudó a obtener la oportunidad para confesarse a Kyouko, pero lo rechazó. 
Se convierte luego en uno de los mejores amigos de Izumi y su cercanía le añadió diversión a la historia.
Shuu Iura (井浦 秀 Iura Shū?)
Seiyū: Hiro Shimono (OVA), / Daiki Yamashita (anime) Miguel Ángel Ruiz (español latino)
El compañero cabeza hueca de Izumi y Kyouko en junior, pero fue puesto en una clase diferente en sénior.
Kakeru Sengoku (仙石 翔 Sengoku Kakeru?)
Seiyū: Nobunaga Shimazaki (OVA), / Nobuhiko Okamoto (anime) Mario Heras (español latino)
El amigo de la infancia de Kyouko y el presidente del Consejo Estudiantil.
Se muestra como algo débil, pero es capaz. 
Se hace amigo del grupo de Izumi y es el novio de Remi.
Yuriko Hori (堀 百合子 Hori Yuriko?)
Seiyū: Miki Itō (OVA), / Ai Kayano (anime) Elsa Covián (español latino)
La madre de Kyouko la cual únicamente puede cocinar curry, aprecia mucho la ayuda de Izumi cuidando a Souta con Kyouko.
Kyousuke Hori (堀 京介 Hori Kyōsuke?)
Seiyū: Hiroaki Hirata (OVA) / Daisuke Ono, Carlo Vázquez (español latino)
El padre de Kyouko y esposo de Yuriko, es algo errante, pero apoya la relación entre Izumi y Kyouko.
Trata a Izumi como su fuese su mejor amigo a pesar de que su propia hija le demuestre hostilidad.
Sakura Kouno (河野 桜 Kōno Sakura?)
Seiyū: Yui Nomura (OVA), / Reina Kondō (anime) Andrea Orozco (español latino)
Una de los miembros del Consejo Estudiantil, la cual hace la mayor parte del trabajo. 
Es tímida y tranquila, y luego se enamora de Tooru.
Akane Yanagi (柳 明音 Yanagi Akane?)
Seiyū: Jun Fukuyama (anime) , Tommy Rojas (español latino)
Compañero de clases de Izumi y Kyouko, que se declaró a Yuki pero fue rechazado por ella.
Es amable y simpático.
Honoka Sawada (沢田 ほのか Sawada Honoka?)
Seiyū: Kei Imoto (OVA), / Momo Asakura (anime) Valeria Mejía (español latino)
Compañera de clases de Izumi y Kyouko y vecina del primero.  
Se la ve por primera vez acechando a Izumi, lo que hace que muchas personas asuman que está enamorada de Miyamura.  
Sin embargo, se revela que la persona de la que está enamorada es Hori.  
Ella ve a Miyamura como un rival amoroso, pero también como una figura fraternal.  
Estaba muy unida a su hermano mayor que falleció hace algunos años.  
También parece tener androfobia leve, a menudo congelada, huyendo o escondiéndose cuando se le acercan hombres.  
Sin embargo, desde que conoció a Miyamura, se escondía detrás de él cada vez que un hombre se le acercaba. 
Poco a poco se está acostumbrando a estar cerca de los amigos varones de Miyamura. 
Remi Ayasaki (綾崎 レミ Ayasaki Remi?)
Seiyū: Akiko Hasegawa (OVA) / Mao Ichimichi (anime) , Ale Pilar (español latino)
Otra de los miembros del Consejo Estudiantil, pero es más utilizada como mascota. 
Es pequeña y muy carismática con todos. 
Es la mejor amiga de Sakura y es la novia de Kakeru.
Kouichi Shindou (進藤 晃一 Shindō Kōichi?)
Seiyū: Takashi Kondou (OVA) /  Taku Yashiro (anime) , Alex Villamar (español latino)
Es el mejor y único amigo de Izumi (le tiene hostilidad) en la secundaria y novio de Chika.
Es amable y muy optimista.
Motoko Iura (井浦 基子 Iura Motoko?)
Seiyū: Hisako Kanemoto (anime) , Alicia Vélez (español latino)
Es la hermana pequeña de Shuu y está enamorada de Aoi.
Yuuna Okuyama (奥山 有菜 Okuyama Yūna?)
Seiyū: Kana Asumi (OVA) / Aoi Koga (anime) , Danna Alcalá (español latino)
Yuuna Okuyama es una compañera de jardín de infantes de Souta en el mismo grado y clase que él, donde solía intimidarlo por tener un complejo de hermana, pero los dos se hacen amigos después de que Izumi le muestra algo de amabilidad.

## Contenido de la obra

### Hori-san to Miyamura-kun
Este webcómic fue escrito e ilustrado por HERO, su publicación fue en la Gangan Online de Square Enix, comenzando su publicación el 22 de octubre de 2008 y terminando el 22 de diciembre de 2011, con un total de 10 volúmenes tankōbon.

#### Volúmenes
- 1 (22 de octubre de 2008)[9]
- 2 (21 de febrero de 2009)[10]
- 3 (21 de julio de 2009)[11]
- 4 (21 de noviembre de 2009)[12]
- 5 (22 de febrero de 2010)[13]
- 6 (22 de mayo de 2010)[14]
- 7 (22 de octubre de 2010)[15]
- 8 (22 de enero de 2011)[16]
- 9 (22 de mayo de 2011)[17]
- 10 (22 de diciembre de 2011)[18]

### Horimiya
Horimiya es un spin-off de Hori-san to Miyamura-kun, el cual utiliza la historia de HERO pero es ilustrada por Daisuke Hagiwara, el primer volumen fue publicado el 27 de marzo de 2012 en la Gekkan GFantasy también de Square Enix, y han salido quince volúmenes hasta la fecha.

#### Volúmenes
- 1 (27 de marzo de 2012)[4][19]
- 2 (27 de noviembre de 2012)[20]
- 3 (27 de abril de 2013)[21]
- 4 (26 de octubre de 2013)[22]
- 5 (26 de abril de 2014)[23]
- 6 (27 de octubre de 2014)[24]
- 7 (27 de mayo de 2015)[25]
- 8 (27 de noviembre de 2015)[26]
- 9 (27 de mayo de 2016)[27]
- 10 (26 de noviembre de 2016)[28]
- 11 (26 de agosto de 2017)[29]
- 12 (26 de mayo de 2018)[30]
- 13 (27 de febrero de 2019)[31]
- 14 (27 de diciembre de 2019)[32]
- 15 (18 de septiembre de 2020)[33]

### Anime
El 17 de septiembre de 2020 se anunció una adaptación de la serie de televisión de anime de 13 episodios de Horimiya de Daisuke Hagiwara. La serie fue animada por CloverWorks y dirigida por Masashi Ishihama, con Takao Yoshioka a cargo de la composición de la serie, Haruko Iizuka diseñando los personajes y Masaru Yokoyama componiendo la música de la serie. Se emitió del 10 de enero al 4 de abril de 2021 en Tokyo MX y otros canales. El tema de apertura es "Color Perfume" interpretado por Yoh Kamiyama, mientras que el tema de cierre es "Promise" interpretado por Friends.
Funimation obtuvo la licencia de la serie fuera de Asia y la transmitió en su sitio web en América del Norte, las islas británicas, México y Brasil, en Europa a través de Wakanim y en Australia y Nueva Zelanda a través de AnimeLab. Tras la adquisición de Crunchyroll por parte de Sony, la serie se trasladó a Crunchyroll obteniendo la licencia de la serie fuera de Asia. Medialink obtuvo la licencia de la serie en el sudeste asiático y el sur de Asia, y la transmitió en Bilibili solo en el sudeste asiático. Más tarde, la compañía comenzó a transmitir el primer episodio en su canal de YouTube Ani-One por tiempo limitado, del 13 de febrero al 15 de marzo de 2021. También otorgaron la licencia del anime a Animax Asia para su transmisión por televisión.
El 1 de septiembre de 2021, Funimation anunció que la serie había recibido un doblaje en español latino, la cual se estrenó el 2 de septiembre (capítulo 1 al 6), 9 de septiembre (capítulo 7 al 9) y 23 de septiembre (capítulo 10 al 13). Tras la adquisición de Crunchyroll por parte de Sony, el doblaje se trasladó a Crunchyroll. 
Una segunda serie de anime, titulada Horimiya: Piece, se anunció en AnimeJapan el 25 de marzo de 2023. Contará con historias del manga que no se adaptaron en el anime anterior. La serie se estrenará en julio de 2023.
| Episodios | Episodios                                                                                       | Episodios             | Episodios |
| Número    | Título                                                                                          | Fecha de estreno      |           |
| --------- | ----------------------------------------------------------------------------------------------- | --------------------- | --------- |
| 1         | «Una pequeña casualidad» «Hon'no, sasaina kikkake de» (ほんの、ささいなきっかけで)              | 9 de enero de 2021    |           |
| 2         | «Usas más de una cara» «Kao wa, hitotsu dake janai» (顔は、ひとつだけじゃない)                  | 16 de enero de 2021   |           |
| 3         | «Por eso está bien» «Dakara, daijōbu» (だから、大丈夫)                                          | 23 de enero de 2021   |           |
| 4         | «Todos aman a alguien» «Dare mo, dareka ga sukina nda» (誰も、誰かが好きなんだ)                 | 30 de enero de 2021   |           |
| 5         | «No puedo decirlo en voz alta» «Sore wa, ienai koto» (それは、言えないこと)                     | 6 de febrero de 2021  |           |
| 6         | «Este verano va a ser caluroso» «Kotoshi no natsu wa, atsuikara» (今年の夏は、暑いから)         | 13 de febrero de 2021 |           |
| 7         | «Tu estas aquí, yo estoy aquí» «Kimi ga ite, boku ga ite» (君がいて、僕がいて)                  | 20 de febrero de 2021 |           |
| 8         | «La verdad revela el engaño» «Itsuwaru koto de, mieru mono» (偽ることで、見えるもの)            | 27 de febrero de 2021 |           |
| 9         | «Es difícil, pero no imposible» «Muzukashīkedo, muri janai» (難しいけど、無理じゃない)          | 6 de marzo de 2021    |           |
| 10        | «Hasta que la nieve se derrita» «Itsuka, yuki ga tokeru made» (いつか、雪が溶けるまで)          | 13 de marzo de 2021   |           |
| 11        | «Puede parecer odio» «Kirai-girai mo, Ura ga aru» (嫌い嫌いも、ウラがある)                      | 20 de marzo de 2021   |           |
| 12        | «Hasta ahora y para siempre» «Kore made mo, soshite korekara mo» (これまでも、そしてこれからも) | 27 de marzo de 2021   |           |
| 13        | «Te regalaría el cielo» «Semete, kono ōzora o» (せめて、この大空を)                             | 3 de abril de 2021    |           |

### Animaciones Originales
La serie ha sido adaptada a seis OVAs, siendo producidas por Taro Yamada y dirigidas por Shingo Natsume, en la primera, Erukin Kawabata en la segunda, Tetsuo Hirakawa en la tercera y Kazuya Aiura en la cuarta. Cuentan con los guiones y las escrituras de Yuniko Ayana y la música de Nobutaka Yoda. Las dos primeras OVAs fueron hechas en el estudio Hoods Entertainment, la tercera por el desconocido estudio Marone, siendo este su único trabajo y la cuarta por el estudio Gonzo. El opening de estas OVAs es Shiro Tsumekusa (シロツメクサ?  lit. trébol blanco), interpretado por Asami Seto y el ending Amaoto (雨音?  onomat. lluvia cayendo), por Yoshitsugu Matsuoka.

#### Episodios
| # | Título                                      | Estreno                 |
| - | ------------------------------------------- | ----------------------- |
| 1 | «Hori-san to Miyamura-kun: Shin gakki»      | 5 de octubre de 2012    |
| 2 | «Hori-san to Miyamura-kun: Totsuzen no ame» | 5 de marzo de 2014      |
| 3 | «Hori-san to Miyamura-kun: Sukida»          | 25 de marzo de 2015     |
| 4 | «Hori-san to Miyamura-kun: Natsukaze»       | 14 de diciembre de 2018 |

## Recepción
El volumen 2 de Horimiya alcanzó el puesto número 15 en el ranking de manga mensual de Oricon y, desde el 2 de diciembre de 2012 ha vendido 43,735 copias; el volumen 3 alcanzó el puesto número 32 y, desde el 4 de mayo de 2013, ha vendido 75,124  copias; el volumen 4 alcanzó el puesto número 21 y, desde el 10 de noviembre de 2013, ha vendido 96,786 copias; el volumen 5 alcanzó el puesto número 8 y, desde el 11 de mayo de 2014, ha vendido 171,530 copias; el volumen 6 alcanzó el segundo puesto y, desde el 16 de noviembre de 2014, ha vendido 208,788 copias.
Horimiya fue el número 6 en la lista de Cómics Recomendados por Empleados de Librerías Nacional de 2014.
El manga es parte de las lista de las Mejores novelas gráficas para jóvenes en su edición de 2017 de la Asociación de Jóvenes Adultos Biblioteca Servicios (YALSA), perteneciente a la American Library Association.